# 百度地図
百度地図（ひゃくどちず、バイドゥマップ、中国語: 百度地图、英語: Baidu Maps）は、中華人民共和国の百度が運営するウェブマッピングプラットフォーム、および地図検索エンジンである。

## 概要
百度の担当者である任旭陽によると、百度地図はレストランやホテル、道路、政府機関等の住所情報を照会できるだけでなく、バスのルートや運転ルート等の旅行情報もすばやく検索できるほか、独自の個性があると語った。
本家中国語版の百度には、地図の検索機能が組み込まれている。日本語版検索サービスには地図検索は含まれていない。
他の検索エンジンの地図と異なる点として、中華人民共和国が領有権を主張するエリアは台湾を含め各地が収録されているものの、中国国外の陸地は表示が大幅に簡略化されている。また南シナ海は中国国内法に従い中国の領土とされ、マレーシアのボルネオ島サラワク州北部数10キロ付近までを中国の海域として海上ライン（いわゆる「九段線」）が引かれている。最南端の海域は、ジェームズ礁（漢字表記で「曾母暗沙」）。
百度は2005年2月にGoogle（中国でのブランド名は谷歌）がサービスを開始したGoogle マップに対抗するために、百度地図のサービスを開始したが、中国本土ではGoogleが撤退した後に遮断され、現在はGoogle マップ等は利用できず、ルート検索は百度地図に大きい需要がある。
デスクトップ版の他、Android端末とiOS端末で利用可能なモバイル端末向けアプリが提供されている。

## 沿革
百度地図は2005年9月にサービスを開始した。
2010年、百度はシムシティシリーズのような3Dビューを追加した。この機能の画像はデジタルマッピングサービスであるEdushiからライセンスを受けている。
2013年8月、中国国内の風景を見ることができる百度全景（ストリートビュー）のサービスを開始した。

## 座標系
百度地図は、Webメルカトル図法を用いて、マップを並べて表示されている。この投影法では、BD-09緯度経度座標系が使用されており、中国本土のGCJ-02（国際デファクトスタンダードWGS84に基づく) を再び難読化したものである。百度はこれについて、ユーザーのプライバシーを保護できると主張している。
Baidu Maps APIのドキュメントでは、実際の（WGS-84）GPS座標は座標変換インターフェイスを介して変換する必要があると指定されており。HTTP インターフェイス、JavaScript API、Android SDK、iOS SDKが利用可能となっている。
百度が初期に提供したWeb バージョンの JavaScript API デモでは、逆方向 (BDからGCJ等）の機能は提供されていない。また、複数の言語で逆変換のオープンソース実装があり、リバース GCJ アルゴリズムが行うことと同様である。
BD-09の緯度経度座標は、GCJ-02をデカルト座標として極座標に変換してからノイズを追加し、デカルト座標に戻した後に一定度のオフセットを追加する。以下の通り：
```
from
 
cmath
 
import
 
polar
,
 
rect

from
 
math
 
import
 
sin
,
 
cos
,
 
pi

# Represent coordinates with complex numbers for simplicity

coords
 
=
 
complex

# baidu assumes x/real: lon; y/imag: lat here.

def
 
gcj_bd
(
gcj
:
 
coords
)
 
->
 
coords
:

    
r
,
 
θ
 
=
 
polar
(
gcj
)

    
r
 
+=
 
2e-5
 
*
 
sin
(
gcj
.
imag
 
*
 
pi
 
*
 
3000
 
/
 
180
)

    
θ
 
+=
 
3e-6
 
*
 
cos
(
gcj
.
real
 
*
 
pi
 
*
 
3000
 
/
 
180
)

    
return
 
rect
(
r
,
 
θ
)
 
+
 
(
0.0065
 
+
 
0.006
j
)

```